# Henry Lerolle
Henri Lerolle detto Henry Lerolle (Parigi, 3 ottobre 1848 – Parigi, 22 aprile 1929) è stato un pittore francese formatosi nella "Académie de Charles Suisse" e nello studio d'arte di Louis Lamothe.
Le sue prime opere furono esposte al Salon nel 1868, 1885, e 1895. Nel 1889 Lerolle dipinse il The Crowning of Science e The Teaching of Science nel Municipio di Parigi. Dipinse altresì il Flight into Egypt alla Sorbona e operò anche alla Schola cantorum (della quale fu uno dei fondatori) e nella chiesa di Saint-Martin-des-Champs, entrambe a Parigi.
I suoi dipinti sono esposti in importanti musei quali il Museo d'Orsay, il Metropolitan Museum of Art, il Museum of Fine Arts di Boston e il Fine Arts Museum di San Francisco.

## Biografia
Nato da Timothée Lerolle (1816-1882) ed Edmé Delaroche, fu fratello minore del politico Paul Lerolle (1846-1912).
Henry Lerolle si circondò di artisti di cui collezionava le opere: oltre che di Monet, fu amico e protettore di Degas e di Renoir, che realizzarono diversi ritratti delle sue figlie e di Lerolle stesso. 
Collezionò anche opere di Henri Fantin-Latour (autore di un ritratto di sua moglie), di Corot e di altri; possedette diverse tele di Gustave Moreau e di Maurice Denis. Di quest'ultimo, che a sua volta ne ritrasse le figlie e che lo considerava "il suo scopritore", fu il primo importante mecenate. 
Nel 1892 Lerolle commissionò a Denis l'affresco di un soffitto nella propria casa intitolato La scala tra le foglie. Ad Albert Besnard, che fece il ritratto di sua moglie e della figlia Yvonne intorno al 1879-1880, commissionò invece una serie di vetrate per il suo palazzo privato di avenue Duquesne n. 20 a Parigi. 

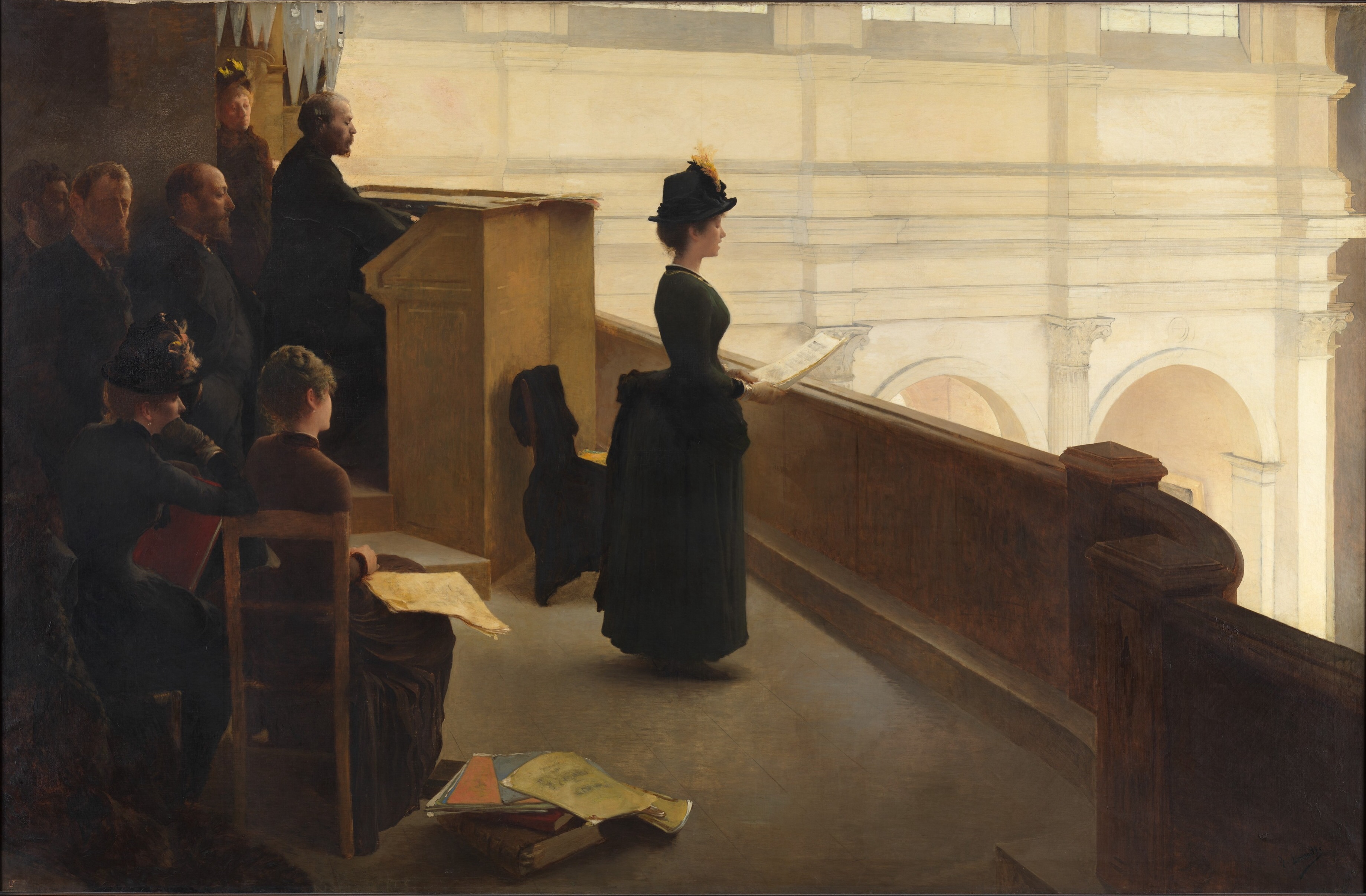
Prova generale con l'organo

L'amicizia con Besnard era di vecchia data; Besnard stesso, riportando la reazione di Lerolle di fronte ai quadri che egli stava dipingendo dopo il ritorno da un viaggio di nove mesi con la sua famiglia nelle Indie, racconta come una frase potesse contenere tutto lo spirito di Lerolle stesso. Quest'ultimo, non riuscendo a contenere la curiosità, aveva chiesto di vedere le tele e trascorse diversi giorni con i genitori dell'amico osservandole senza parlare; tale mutismo, intenzionale o meno, indusse il padre di Besnard, spazientito, a pretendere un commento da parte di Lerolle, o almeno a spiegargli il perché del suo silenzio. Lerolle diede allora una risposta sibillina che suscitò l'ilarità degli astanti: « Besnard ... non avrei mai creduto che fosse così». 
Lerolle si circondò anche di scrittori e di musicisti; violinista e compositore dilettante egli stesso, si avvicinò alla musica contemporanea grazie alla moglie Madeleine Escudier, la cui sorella aveva sposato Ernest Chausson.
Divenne quindi amico di Debussy, d'Indy, Dukas, Henri Duparc, Prokofiev, Ravel, Satie e Stravinskij. Debussy, in particolare, dedicò vari brani per pianoforte alla figlia di Lerolle, Yvonne, nata nel 1877, comprese le Images inédites nel 1894.
André Gide trasse spunto dai matrimoni delle due figlie di Lerolle con i fratelli Rouart, figli dell'industriale Henri Rouart, amico dello stesso Lerolle, per la trilogia La scuola delle mogli, Roberto e Geneviève, pubblicata dal 1929 al 1936.
Henry Lerolle si spense il 22 aprile 1929. Venne sepolto al cimitero di Montparnasse.

## Alcune opere
- The Organ Rehearsal (Prova generale con l'organo, 1887), New York, Metropolitan Museum of Art
- By the Riverside (Lungo il fiume), Boston, Museum of Fine Arts
- Portrait de la mère de l'artiste Archiviato il 28 giugno 2021 in Internet Archive. (Ritratto della madre dell'artista, composto prima del 1895), Parigi, Musée d'Orsay
- Après le bain Archiviato il 27 giugno 2021 in Internet Archive. (Dopo il bagno, composto tra il 1848 e il 1929), Parigi, Musée d'Orsay

## Galleria d'immagini

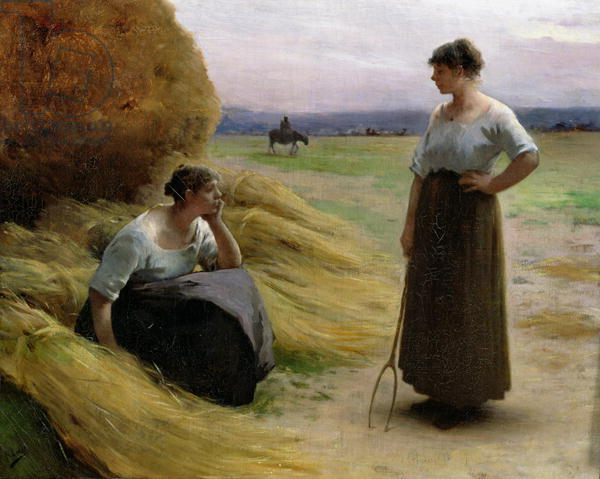
Le mietitrici
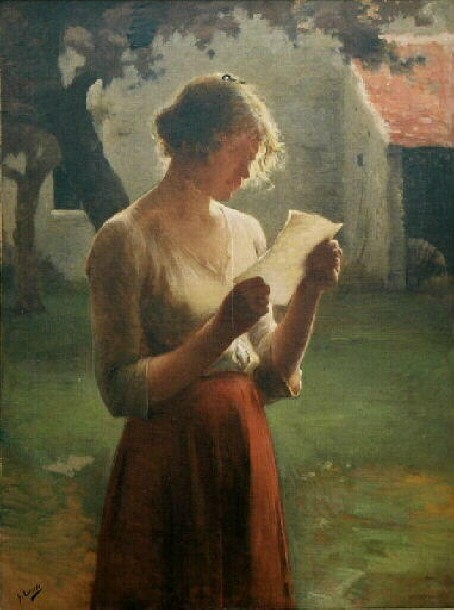
Donna che legge
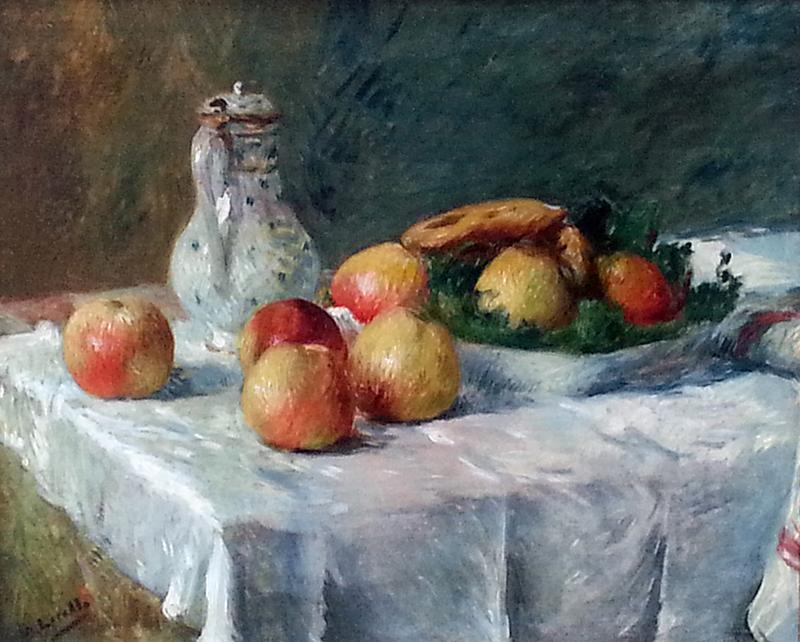
Natura morta con mele
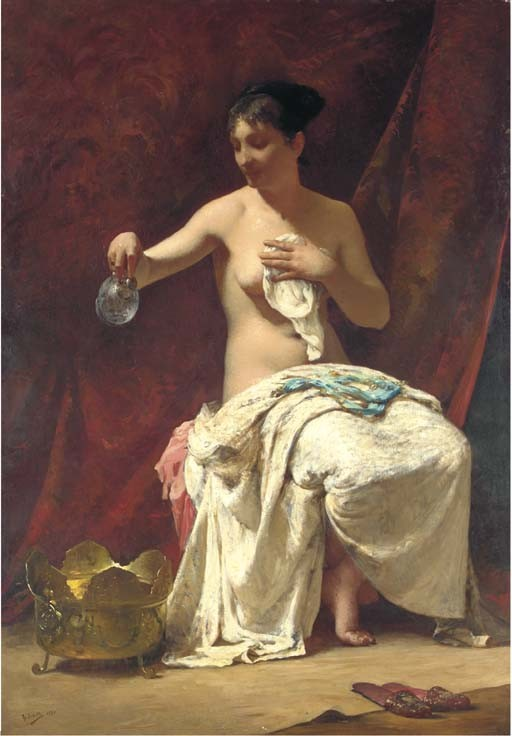
La toletta
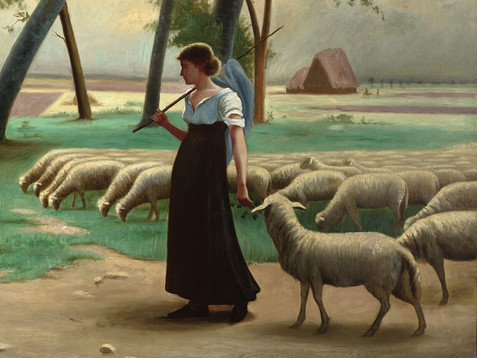
La guardiana
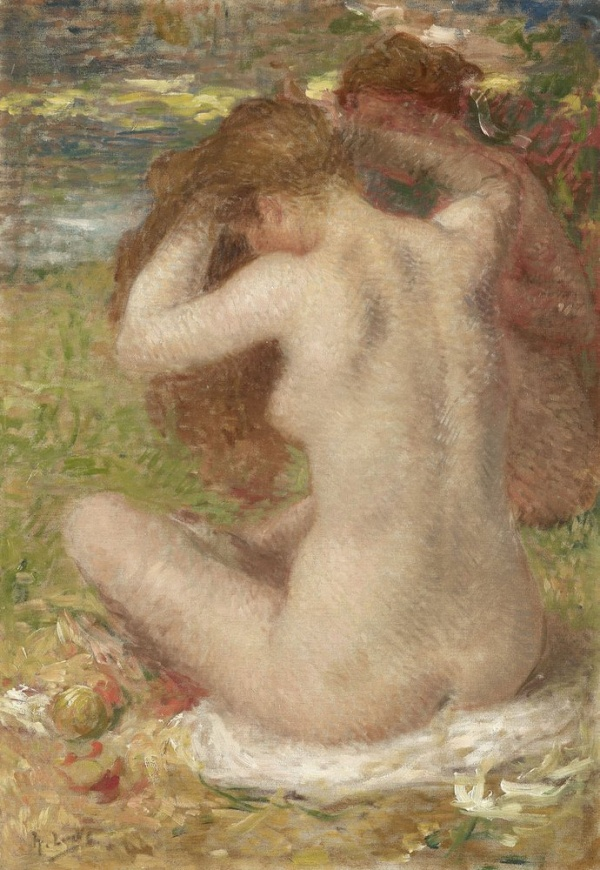
Le due bagnanti